# 第一代马格达拉的纳皮尔男爵罗伯特·纳皮尔
陆军元帅第一代马格达拉的纳皮尔男爵罗伯特·科尼厄利斯·纳皮尔 GCB GCSI FRS（1810年12月6日—1890年1月14日），英属印度陆军將領，他早年於1845年至1849年先後随军参加第一次英国锡克战争和第二次英国锡克战争，之后在1857年印度民族起义期间于1858年3月第二次勒克瑙围城战中担任军团工兵司令。纳皮尔还在第二次鸦片战争中任英国远征军第2师师长，参加第三次大沽口之战，并于1860年从安定门进军占领北京。战后，他于1867年7月率领英国远征队前往埃塞俄比亚，以最少的人员伤亡击败了埃塞俄比亚皇帝特沃德罗斯二世，并解救了被埃方扣押的人质。

## 军旅生涯

### 早年
罗伯特·纳皮尔是查尔斯·弗雷德里克·纳皮尔少校（Major Charles Frederick Napier）的儿子，后者于1810年8月26日在爪哇遭遇风暴而受伤并在数月后去世。纳皮尔的母亲是凯瑟琳·纳皮尔（Catherine Napier，婚前姓卡林顿）。纳皮尔最初在艾迪斯康军事学院接受教育，并在1826年12月15日获得孟加拉工兵军团的委任令。他于1827年6月7日以少尉军衔进入查塔姆皇家工兵学院，后于1827年9月28日晋升为中尉。1828年11月，纳皮尔被正式派往印度，在德里指挥一个连后，他被殖民地的公共工程部任命负责修筑灌溉工程，直到1836年他因健康不佳返回英国休假。1841年1月25日，纳皮尔晋升上尉，后于1842年被任命为西尔欣德的随军工兵。

### 第一次英国锡克战争
纳皮尔在第一次英国锡克战争期间在郭富爵士军中服役，并于1845年12月的穆德基战役中指挥孟加拉工兵部队。他在1845年12月的一次战斗中受重伤，康复后于1846年2月重返部队。1846年4月3日，纳皮尔晋升名誉少校。纳皮尔在同年5月围攻旁遮普邦科特坎格拉要塞时担任攻城部队工兵司令。

### 第二次英国锡克战争
纳皮尔被任命为旁遮普居民和摄政委员会的顾问工程师后，于1848年9月在第二次英国锡克战争开始时被要求指挥围攻木尔坦。纳皮尔在围城期间受伤，康复后在1849年1月随军成功攻占木尔坦以及奇尼奥特堡垒。此外，纳皮尔还参加了同年2月的古吉拉特战役，并陪同沃尔特·吉尔伯特爵士一路追击锡克教徒至拉瓦尔品第，并出席了锡克军队的投降仪式。他于1849年6月7日晋升名誉中校，并在战争结束时成为旁遮普省行政委员会的总工程师。

### 西北边境
1852年12月，纳皮尔在第一次哈扎拉远征中指挥了一个英军纵队，并于1853年11月开始在西北边境对抗阿夫里迪斯人。在此期间，纳皮尔镇压了西北边境省的小规模叛乱，并于1854年11月28日晋升为名誉上校。1856年4月15日，纳皮尔的中校军衔得到确认。

### 印度民族起义

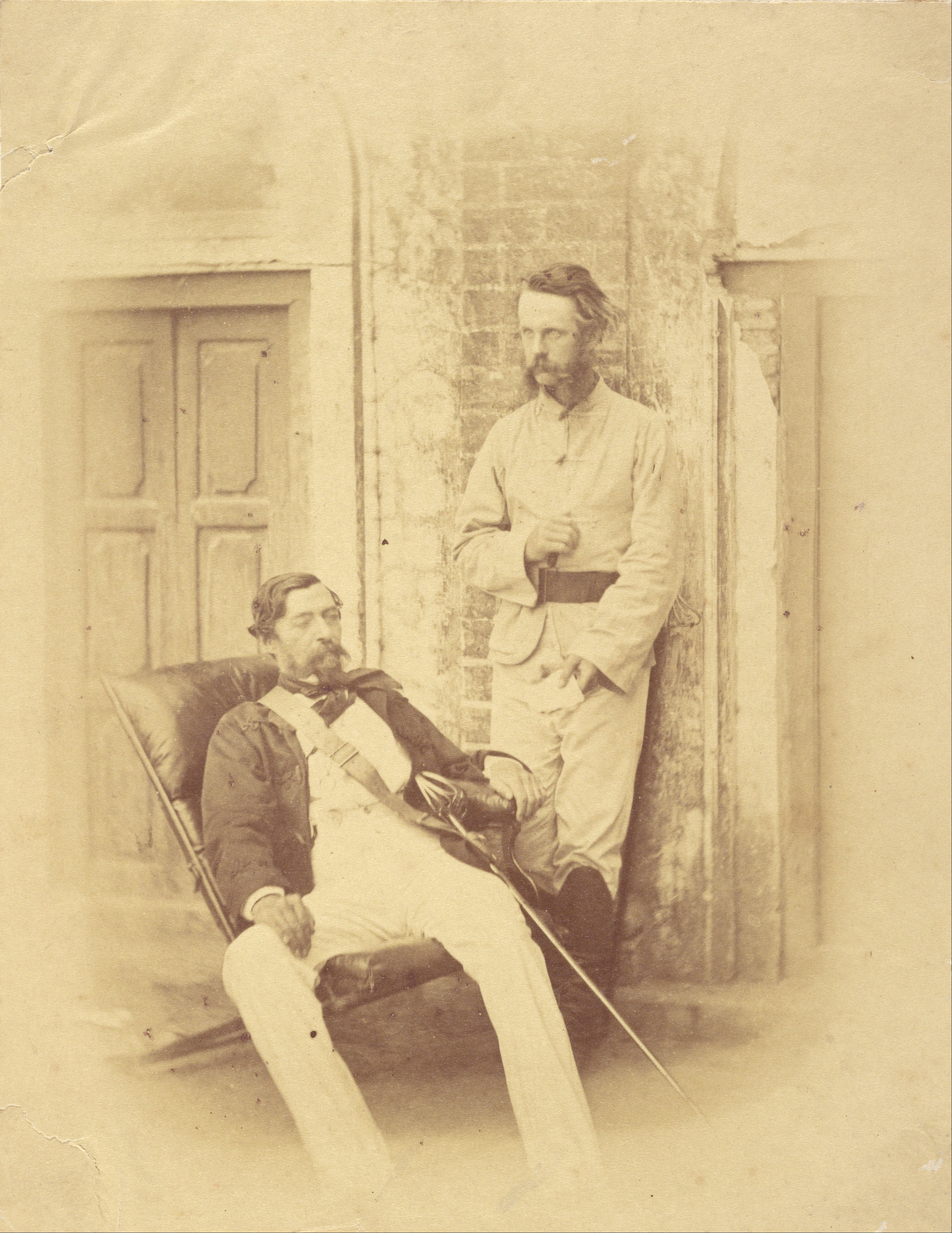
驻扎在印度的罗伯特·纳皮尔（左）

在印度民族起义期间，纳皮尔被任命为詹姆斯·欧特拉姆爵士（Sir James Outram）的军事秘书兼副官，并随军参加了1857年9月的勒克瑙战役。他在战斗中一直担任工兵司令，直到同年11月的第二次勒克瑙战役，当时他在穿越开拓地带会见科林·坎贝尔爵士时遭遇袭击受了重伤。1858年3月，勒克瑙被攻陷时，纳皮尔已经康复并重回原部队。
之后，纳皮尔加入休·罗斯爵士的部队，成为瓜廖尔远征军的副司令。1858年6月，纳皮尔在莫拉尔战役中指挥英军第2旅。在瓜廖尔被英军攻克后，纳皮尔和他的700名士兵追击、俘虏并驱散了塔蒂亚·托普麾下12,000人的部队。休·罗斯爵士离职后，纳皮尔接管了瓜廖尔远征军的指挥权，并于1858年8月协助占领了帕奥里。同年12月，纳皮尔在拉诺德击溃了费罗泽波尔王子，并于1859年1月参加了曼辛格和塔蒂亚托普的投降仪式，宣告战争的结束。

## 大清帝國
1860年1月，纳皮尔在詹姆斯·霍普·格兰特爵士麾下于第二次鸦片战争期间指挥英国远征军第2步兵师。在第三次大沽口之战中，纳皮尔于8月21日领导了对北部主要炮台的进攻。1860年10月13日，北京的安定门向纳皮尔开门投降。同年10月24日，他负责保护额尔金勋爵进军北京的路线。纳皮尔于战后凭借战功于1861年2月15日晋升名誉少将。同年2月18日，纳皮尔的上校军衔得到确认。
纳皮尔于1861年成为印度总督委员会的军事成员，在埃尔金勋爵突然去世后短暂担任总督一职。1865年2月7日，纳皮尔代中将衔，成为孟买军团的司令。1867年3月1日，纳皮尔获中将职务，后于1867年7月指挥对埃塞俄比亚的惩罚性远征。

## 埃塞俄比亚

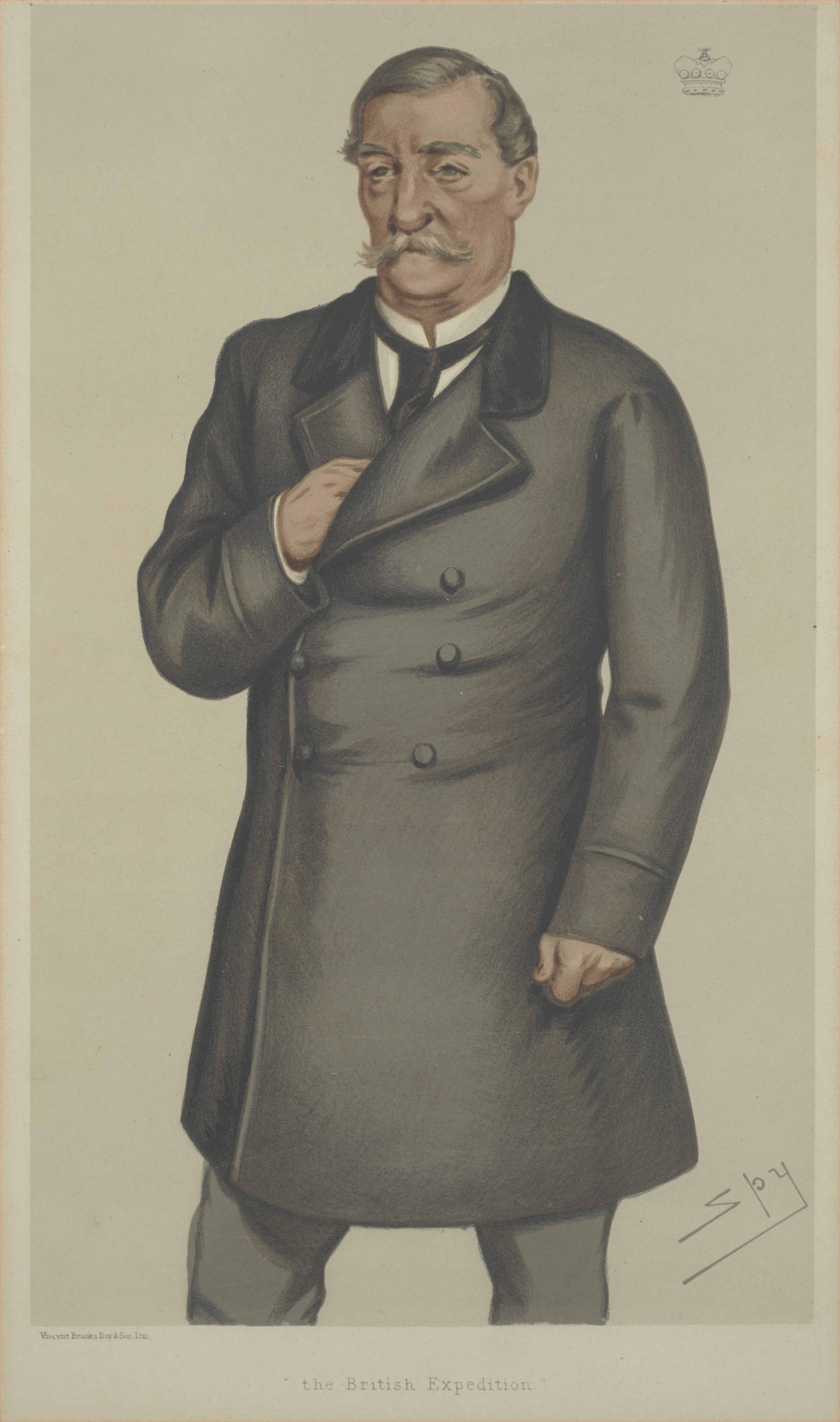
罗伯特·纳皮尔

纳皮尔在1868年讨伐埃塞俄比亚皇帝特沃德罗斯二世时获得了极大的名望。埃塞俄比亚统治者在他的山区首府马格达拉扣押了一些新教传教士作为人质，此外还有两名试图通过谈判获得自由的英国外交官（特沃德罗斯也不明智地将他们扣为人质）。经过数月的计划和其他准备工作，工兵先头部队于1867年10月30日在红海的祖拉登陆，并准备建造港口；纳皮尔本人于1868年1月2日抵达祖拉，并于同年1月25日率领他的部队向南进入埃塞俄比亚高地。
这次远征涉及跨越超600公里缺乏道路或桥梁以及被当地人占据的山区。埃塞俄比亚土著对外来者充满敌意。探险队通过全面的后勤规划和工程能力克服了第一个障碍，即地形。并通过精明的外交手段应对了第二个障碍，即当地土著的反抗。一方面，纳皮尔向埃塞俄比亚人表明，英国军队的唯一目的是营救被囚禁的欧洲人——而不是征服；另一方面，纳皮尔会见了拉斯卡萨（未来的皇帝约翰尼斯四世）等当地权贵，并安排用英国从维也纳造币厂购买的435万玛丽亚·特蕾莎塔勒（该地区的首选货币）购买所需物资。此外，纳皮尔最大的助力是埃塞俄比亚国内对特沃德罗斯的普遍不满，数位当地领导人都希望能够取而代之。
1868年4月9日，纳皮尔的军队抵达马格达拉。第二天，耶稣受难日，他在马格达拉战役中击败了仍然忠于特沃德罗斯的9,000名士兵，英国士兵仅2人阵亡。尽管特沃德罗斯二世在战后交出人质并一再努力争取通过谈判获得投降条件，但心存疑虑的纳皮尔继续坚持并于同年4月13日下令进攻山区堡垒。英国人随后攻占了马格达拉，特沃德罗斯二世走投无路选择自杀，留下了一句他宁愿“落入上帝之手，也不愿落入贼人之手”的豪言壮语。纳皮尔随后下令摧毁特沃德罗斯的大炮并焚烧玛格达拉，作为对特沃德罗斯劫持人质的报复；埃塞俄比亚的皇宫也被远征队成员洗劫一空。
埃塞俄比亚战役结束后，纳皮尔成为皇家学会会员和伦敦城署理官。1868年7月11日，纳皮尔成为马格达拉的纳皮尔男爵，并获得终身年金。

## 晚年
纳皮尔于1870年4月成为印度英军总司令，代上将军衔。1874年4月1日，纳皮尔正式晋升上将。1876年6月，他成为直布罗陀总督。1878年2月，他被召回伦敦并被任命指挥一支准备与俄国开战的远征军。战争最终没有爆发，纳皮尔回到直布罗陀继续担任总督。1879年11月，在西班牙国王阿方索十二世的第二次婚姻之际，他代表维多利亚女王在马德里担任特别大使，并于1879年12月成为皇家军队组织委员会的成员。1883年1月1日，纳皮尔卸任直布罗陀总督并晋升为陆军元帅。
除实际担任的军职外，纳皮尔还是第3伦敦步枪志愿军团的名誉上校和皇家工兵团的荣誉上校。1887年1月，他被任命为伦敦塔保卫官。
1890年1月14日，纳皮尔在伦敦的住所中死于流感。同年1月21日，英国政府为其举行了国葬，纳皮尔最终葬于圣保罗大教堂。

## 纪念
1883年，英国政府在直布罗陀的一个炮台安装了一门阿姆斯特朗百吨火炮，并将其命名为马格达拉的纳皮尔炮台。1891年，纳皮尔雕像在伦敦的卡尔顿花园前揭幕，该雕像于1920年搬到了肯辛顿的皇后门。
第3伦敦城步枪志愿军的司令部位于伦敦格罗夫公园的纳皮尔陆军预备役中心内；该建筑以纳皮尔的名字命名。

## 荣誉
纳皮尔获得的荣誉包括：
- 巴斯骑士大十字勋章（GCB）[33]
- 印度之星骑士大指挥官勋章（GCSI）[34]

## 家庭
1840年6月，纳皮尔与安妮·皮尔斯（Anne Pearse）结婚；在他的妻子于1849年死于难产之前，夫妻有三个儿子和三个女儿。1861年4月，纳皮尔与玛丽亚·斯科特（Maria Cecilia Smythe Scott）结婚：他们有六个儿子和三个女儿。

## 引注
1. 1 2 3 4 5 6 7  .  線上版. 牛津大學出版社. 2004  [2013-11-24]. doi:10.1093/ref:odnb/19770. 需要订阅或英国公共图书馆会员资格
2. ↑  . 倫敦憲報. 1827-06-26.
3. 1 2 3 4 5 6 7  Heathcote, p. 233
4. ↑  . 倫敦憲報. 1846-04-03.
5. ↑  . 倫敦憲報. 1849-06-07.
6. 1 2 3 4  Heathcote 1999，第224頁.
7. ↑  Wolseley 1862，第273頁.
8. ↑  . 倫敦憲報. 1861-02-15.
9. ↑  . 倫敦憲報. 1862-04-29.
10. ↑  . 倫敦憲報. 1865-02-07.
11. ↑  . 倫敦憲報. 1867-05-14.
12. ↑  . Encyclopædia Britannica. 25 January 2016  [2017-01-12]. （原始内容存档于2023-07-12）.
13. ↑  Vibart 1894，第410頁.
14. ↑  Rubenson 2003，第256–263頁.
15. ↑  Stanley 1874，第402頁.
16. ↑  Rubenson 2003，第268頁.
17. ↑  Eshete, Andreas; Pankhurst, Richard. .   [2013-11-24]. （原始内容存档于2012-02-09）.
18. ↑  Maasho, Aaron. . Reuters. 2019-03-04  [2023-05-24]. （原始内容存档于2023-03-14）.
19. ↑  . The Royal Society.   [2013-11-24]. （原始内容存档于2020-08-19）.
20. ↑  . 倫敦憲報. 1868-07-14.
21. ↑  . 倫敦憲報. 1868-08-04.
22. ↑  . 倫敦憲報. 1870-02-08.
23. ↑  . 倫敦憲報. 1874-03-31.
24. ↑  . 倫敦憲報. 1876-07-04.
25. ↑  . 倫敦憲報. 1882-12-08.
26. ↑  . 倫敦憲報. 1882-12-29.
27. ↑  . 倫敦憲報. 1868-07-24.
28. ↑  . 倫敦憲報. 1874-03-31.
29. ↑  . 倫敦憲報. 1887-01-07.
30. ↑  Fa & Finlayson 2006，第64頁.
31. ↑  . Pastscape.   [2013-11-24]. （原始内容存档于2017-01-13）.
32. ↑  Digby, Planck. . 1946. ISBN 1-84342-366-9.
33. ↑  . 倫敦憲報. 1868-04-28.
34. ↑  . 倫敦憲報. 1867-09-17.